# Абу Симбел
Абу Симбел је локалитет два храма која је саградио Рамзес II на левој обали Нила у јужном Египту поред данашње суданске границе у XIII веку п. н. е. Храмови су урезани у стену. Откривени су 1813. године. С обзиром да је изградња Асуанске бране 1969. године угрозила храмове они су исечени у блокове и поново реконструисани на 65 m вишем нивоу. Акцију је водио УНЕСКО. Сада се Абу Симбел налази на језеру Насер.

## Историја

### Конструкција
Током своје владавине, Рамзес II је започео опсежан програм изградње широм Египта и Нубије, које је Египат контролисао. Нубија је била веома важна за Египћане, јер је била извор злата и многих других драгоцених трговачких добара. Он је, дакле, тамо подигао неколико великих храмова како би Нубијцима указао на импресивну моћ Египта и египтизовао народ Нубије. Најистакнутији храмови су храмови исклесани у стенама у близини модерног села Абу Симбел, на Другом нилском катаракту, граници између Доње Нубије и Горње Нубије. Постоје два храма, Велики храм, посвећен самом Рамзесу II, и Мали храм, посвећен његовој главној жени краљици Нефертари.

### Поновно откриће
Временом су храмови престали да се користе и Велики храм је на крају постао углавном прекривен пешчаном дином. У 6. веку пре нове ере, песак је већ прекрио статуе главног храма до колена. Храм је био заборављен све до марта 1813. године, када је швајцарски истраживач Јохан Лудвиг Буркхард пронашао мали храм и горњи фриз главног храма.
Када смо стигли на врх планине, оставио сам свог водича, са камилама, и спустио се низ скоро окомити расцеп, затрпан песком, да бих видео храм Ебсамбал, за који сам чуо много величанствених описа. Тренутно нема пута до овог храма... Налази се на двадесетак стопа изнад површине воде, потпуно исечен из скоро управне стеновите стране планине, и потпуно је очуван. Испред улаза је шест усправних колосалних фигура, које представљају малолетна лица, по три са сваке стране, смештене у уским удубљењима, и гледају према реци; сви су исте величине, стоје једном ногом испред друге, а прате их мање фигуре... Пошто сам, као што сам претпоставио, видео све старине Ебсамбала, спремао сам се да се попнем на пешчану страну планине истим путем којим сам се спустио; када сам, срећом, скренуо више ка југу, упао сам у оно што је још видљиво од четири огромне колосалне статуе исклесане из стене, на удаљености од око две стотине метара од храма; стоје у дубокој удубини, ископани у планини; али су нажалост сада скоро у потпуности затрпани испод песка, који се овде разноси у бујицама. Цела глава, део груди и руку једне од статуа још су изнад површине; од оног до њега једва да се види део, глава је одломљена, а тело прекривено песком до изнад рамена; од друга два, појављују се само капе. Тешко је утврдити да ли су ове статуе у седећем или стојећем ставу; њихова леђа пријањају за део стене, који излази из главног тела, и који може представљати део столице, или може бити само стуб за подршку.
Буркхард је о свом открићу разговарао са италијанским истраживачем Ђованијем Белзонијем, који је отпутовао на локацију, али није успео да ископа улаз у храм. Белзони се вратио 1817. године, овога пута је успео у покушају да уђе у комплекс. Детаљан рани опис храмова, заједно са истовременим цртежима линија, може се наћи у Опису Египта Едварда Вилијама Лејна (1825–1828).

### Пресељење
Године 1959, почела је међународна кампања донација за спасавање споменика Нубије: најјужније реликвије ове древне цивилизације биле су под претњом набујале воде Нила које је требало да буде резултат изградње Асуанске високе бране.
Једна шема за спас храмова била је заснована на идеји Вилијама Меквитија да се око храмова изгради чиста слатководна брана, са водом у њој на истој висини као Нил. Требало је да постоје подводне коморе за посматрање. Године 1962. идеја је претворена у предлог архитеката Џејн Дру и Максвела Фраја и грађевинског инжењера Ова Арупа. Они су сматрали су да подизање храмова игнорише ефекат ерозије пешчара пустињским ветровима. Међутим, предлог је, иако је признат као изузетно елегантан, одбијен.
Спасавање храмова у Абу Симбела почело је 1964. године од стране мултинационалног тима археолога, инжењера и вештих оператера тешке опреме који су радили заједно под UNESCO заставом; коштао је око 40 милиона америчких долара у то време (што је једнако 300 милиона долара у доларима из 2017. године). Између 1964. и 1968. године, цео локалитет је пажљиво исечен у велике блокове (до 30 тона, у просеку 20 тона), демонтиран, подигнут и поново монтиран на новој локацији 65 метара више и 200 метара од реке, у једном од највећих изазова археолошког инжењерства у историји. Неке структуре су чак спасене испод вода језера Насер. Данас храмове посети неколико стотина туриста дневно. Већина посетилаца стиже путем из Асуана, најближег града. Други стижу авионом на аеродром који је посебно изграђен за комплекс храма.
Комплекс се састоји од два храма. Већи је посвећен Ра-Хорахтију, Птаху и Амону, три египатска државна божанства тог времена, а на фасади има четири велике статуе Рамзеса II. Мањи храм је посвећен богињи Хатор, коју персонификује Нефертари, Рамзесова најомиљенија од многих жена. Храм је сада отворен за јавност.

## Храмови
Два храма сачињавају комплекс у Абу Симбелу. први, већи храм је посвећен Амону, Птаху и Ра-Харакхту. Мањи храм је посвећен богињи Хатор, а гробница је краљице Нефертари.

### Велики храм
Међу највећим и најзначајнијим грађевинама које је подигао Рамзес II је свакако храм Абу Симбел у Нубији. На самом улазу у храм, с десне и леве стране, седе четири велике фигуре Рамсеса II - по две са сваке стране врата, високе 18 метара. Око ногу фигура налазе се пуно мање исклесаних фигуре његових жена. Овај грађевински комплекс је морао, у XX веку (ради изградње Асуанске бране), премештен на вишу ниво да не би био потопљен. Храм је, 60 метара уклесан у брдо, а на његовом унутрашњем крају седе 4 статуе - Амон Ра, Рамзес II, Ра Харакхти и Птах. Унутрашњост храма је осликана призорима из битке с Хетитима код Кадеша, ратова у Сирији и Либији и др., те призорима из живота фараона. Храм Абу Симбел је откривен 1813. године, а до тог времена је био затрпан великим слојевима песка. По открићу храма се увидела сва његова лепота, монументалност и проглашен је за „чудо египатског градитељства“, поред осталог и зато што је његова оријентација тако савршено израчуната да сунчеве зраци двапут годишње (20. фебруара и 20. октобра) продиру кроз храм до статуа и осветли само три. Четврта - бог Птах, остаје увек у сенци јер је он божанство повезано са подземним светом и мраком.

### Мали храм
Мањи храм краљице Нефертари посвећен је богињи Хатор.

## Клима
Кепенова класификација климе убраја његову климу у врућу пустињску категорију (BWh).
| Клима Абу Симбела                                       | Клима Абу Симбела | Клима Абу Симбела | Клима Абу Симбела | Клима Абу Симбела | Клима Абу Симбела | Клима Абу Симбела | Клима Абу Симбела | Клима Абу Симбела | Клима Абу Симбела | Клима Абу Симбела | Клима Абу Симбела | Клима Абу Симбела | Клима Абу Симбела |
| Показатељ \ Месец                                       | .Јан.             | .Феб.             | .Мар.             | .Апр.             | .Мај.             | .Јун.             | .Јул.             | .Авг.             | .Сеп.             | .Окт.             | .Нов.             | .Дец.             | .Год.             |
| ------------------------------------------------------- | ----------------- | ----------------- | ----------------- | ----------------- | ----------------- | ----------------- | ----------------- | ----------------- | ----------------- | ----------------- | ----------------- | ----------------- | ----------------- |
| Максимум, °C (°F)                                       | 23,6 (74,5)       | 26 (79)           | 30,2 (86,4)       | 35,3 (95,5)       | 39,1 (102,4)      | 40,6 (105,1)      | 40,2 (104,4)      | 40,2 (104,4)      | 38,7 (101,7)      | 36 (97)           | 29,7 (85,5)       | 24,9 (76,8)       | 33,71 (92,73)     |
| Просек, °C (°F)                                         | 16,4 (61,5)       | 18,2 (64,8)       | 22,1 (71,8)       | 27 (81)           | 31 (88)           | 32,7 (90,9)       | 32,7 (90,9)       | 32,9 (91,2)       | 31,4 (88,5)       | 28,8 (83,8)       | 22,7 (72,9)       | 18,1 (64,6)       | 26,17 (79,16)     |
| Минимум, °C (°F)                                        | 9,2 (48,6)        | 10,4 (50,7)       | 14,1 (57,4)       | 18,8 (65,8)       | 23 (73)           | 24,8 (76,6)       | 25,3 (77,5)       | 25,7 (78,3)       | 24,2 (75,6)       | 21,6 (70,9)       | 15,8 (60,4)       | 11,4 (52,5)       | 18,69 (65,61)     |
| Количина падавина, mm (in)                              | 0 (0)             | 0 (0)             | 0 (0)             | 0 (0)             | 0 (0)             | 0 (0)             | 0 (0)             | 0 (0)             | 0 (0)             | 0 (0)             | 0 (0)             | 0 (0)             | 0 (0)             |
| Дани са кишом                                           | 0                 | 0                 | 0                 | 0                 | 0                 | 0                 | 0                 | 0                 | 0                 | 0                 | 0                 | 0                 | 0                 |
| Сунчани сати — дневни просек                            | 10                | 10                | 10                | 10                | 11                | 11                | 11                | 11                | 10                | 10                | 10                | 10                | 10,3              |
| Извор #1: Climate-Data.org                              |                   |                   |                   |                   |                   |                   |                   |                   |                   |                   |                   |                   |                   |
| Извор #2: Weather to Travel for sunshine and rainy days |                   |                   |                   |                   |                   |                   |                   |                   |                   |                   |                   |                   |                   |

## Галерија
- Мапа Абу Симбел (доле)
- Храм Рамзеса II
- Нефрртарин храм богиње Хатор
- Храм Рамзеса II
- Храм Рамзеса II
- Храм Рамзеса II
- Храм Рамзеса II
- Храм Рамзеса II
- Храм Рамзеса II
- Храм Рамзеса II
- Храм краљице Нефертари
- Језеро код Асуанске бране